# Dirka po Španiji 2014
Dirka po Španiji 2014 (špansko Vuelta a España 2014) je 69. izvedba dirke po Španiji, tritedenske moške cestne kolesarske etapne dirke. Začela se je 23. avgusta v Jerezu de la Frontera in končala 14. septembra v Santiagu de Compostela. Sodelovalo je 198 kolesarjev iz 22-ih ekip. Rdečo majico je tretjič osvojil Alberto Contador (Tinkoff–Saxo), drugo mesto Chris Froome (Team Sky), tretje pa Alejandro Valverde (Movistar Team). Zeleno majico je osvojil John Degenkolb (Giant-Shimano), pikčasto majico je osvojil Luis León Sánchez (Caja Rural–Seguros RGA), belo majico pa Alberto Contador.

## Ekipe
UCI ProTeams
- Ag2r-La Mondiale
- Astana
- Belkin Pro Cycling
- BMC Racing Team
- Cannondale
- FDJ.fr
- Giant-Shimano
- Garmin–Sharp
- Lampre-Merida
- Lotto–Belisol
- Movistar Team
- Omega Pharma–Quick-Step
- Orica–GreenEDGE
- Team Europcar
- Team Katusha
- Team Sky
- Tinkoff–Saxo
- Trek Factory Racing

UCI Professional Continental teams
- Caja Rural–Seguros RGA
- Cofidis
- IAM Cycling
- MTN–Qhubeka

## Etape
| Etapa  | Datum         | Štart/Cilj                                                  | Razdalja    | Tip             | Tip                    | Zmagovalec                 |
| ------ | ------------- | ----------------------------------------------------------- | ----------- | --------------- | ---------------------- | -------------------------- |
| 1      | 23. avgust    | Jerez de la Frontera                                        | 12,6 km     | Team time trial | ekipni kronometer      | Movistar Team              |
| 2      | 24. avgust    | Algeciras — San Fernando                                    | 174,4 km    |                 | ravninska etapa        | Nacer Bouhanni (FRA)       |
| 3      | 25. avgust    | Cádiz — Arcos de la Frontera                                | 197,8 km    |                 | hribovita etapa        | Michael Matthews (AUS)     |
| 4      | 26. avgust    | Mairena del Alcor — Córdoba                                 | 164,7 km    |                 | hribovito-gorska etapa | John Degenkolb (GER)       |
| 5      | 27. avgust    | Priego de Córdoba — Ronda                                   | 180 km      |                 | ravninska etapa        | John Degenkolb (GER)       |
| 6      | 28. avgust    | Benalmádena — Cumbres Verdes, La Zubia                      | 167,1 km    |                 | gorska etapa           | Alejandro Valverde (ESP)   |
| 7      | 29. avgust    | Alhendín — Alcaudete                                        | 169 km      |                 | hribovita etapa        | Alessandro De Marchi (ITA) |
| 8      | 30. avgust    | Baeza — Albacete                                            | 207 km      |                 | ravninska etapa        | Nacer Bouhanni (FRA)       |
| 9      | 31. avgust    | Carboneras de Guadazaón — Aramón Valdelinares               | 185 km      |                 | gorska etapa           | Winner Anacona (COL)       |
|        | 1. september  | dan počitka                                                 | dan počitka | dan počitka     | dan počitka            | dan počitka                |
| 10     | 2. september  | Monasterio de Santa María de Veruela — Borja                | 36,7 km     | Time trial      | posamični kronometer   | Tony Martin (GER)          |
| 11     | 3. september  | Pamplona — Santuario de San Miguel de Aralar                | 153,4 km    |                 | gorska etapa           | Fabio Aru (ITA)            |
| 12     | 4. september  | Logroño — Logroño                                           | 166,4 km    |                 | ravninska etapa        | John Degenkolb (GER)       |
| 13     | 5. september  | Belorado — Obregón, Parque de Cabárceno                     | 188,7 km    |                 | hribovito-gorska etapa | Daniel Navarro (ESP)       |
| 14     | 6. september  | Santander — La Camperona, Valle de Sábero                   | 200,8 km    |                 | gorska etapa           | Ryder Hesjedal (CAN)       |
| 15     | 7. september  | Oviedo — Lagos de Covadonga                                 | 152,2 km    |                 | gorska etapa           | Przemysław Niemiec (POL)   |
| 16     | 8. september  | San Martín del Rey Aurelio — La Farrapona, Lagos de Somiedo | 160,5 km    |                 | gorska etapa           | Alberto Contador (ESP)     |
|        | 9. september  | dan počitka                                                 | dan počitka | dan počitka     | dan počitka            | dan počitka                |
| 17     | 10. september | Ortigueira — La Coruña                                      | 190,7 km    |                 | ravninska etapa        | John Degenkolb (GER)       |
| 18     | 11. september | A Estrada — Mont Castrove, Meis                             | 157 km      |                 | hribovito-gorska etapa | Fabio Aru (ITA)            |
| 19     | 12. september | Salvaterra de Miño — Cangas do Morrazo                      | 180,5 km    |                 | hribovito-gorska etapa | Adam Hansen (AUS)          |
| 20     | 13. september | Santo Estevo de Ribas de Sil — Puerto de Ancares            | 185,7 km    |                 | gorska etapa           | Alberto Contador (ESP)     |
| 21     | 14. september | Santiago de Compostela                                      | 9,7 km      | Time trial      | posamični kronometer   | Adriano Malori (ITA)       |
| Skupaj | Skupaj        | Skupaj                                                      | 3181,5 km   | 3181,5 km       | 3181,5 km              | 3181,5 km                  |

## Razvrstitev po klasifikacijah
| Etapa  | Zmagovalec           | Rdeča majica ·       | Zelena majica ·  | Pikčasta majica ·  | Kombinacija ·      | Ekipno             | Borbenost         |
| ------ | -------------------- | -------------------- | ---------------- | ------------------ | ------------------ | ------------------ | ----------------- |
| 1      | Movistar Team        | Jonathan Castroviejo | brez             | brez               | brez               | Movistar Team      | brez              |
| 2      | Nacer Bouhanni       | Alejandro Valverde   | Nacer Bouhanni   | Nathan Haas        | Valerio Conti      | Movistar Team      | Javier Aramendia  |
| 3      | Michael Matthews     | Michael Matthews     | Nacer Bouhanni   | Lluís Mas          | Lluís Mas          | Belkin Pro Cycling | Lluís Mas         |
| 4      | John Degenkolb       | Michael Matthews     | Michael Matthews | Lluís Mas          | Valerio Conti      | Belkin Pro Cycling | Amets Txurruka    |
| 5      | John Degenkolb       | Michael Matthews     | John Degenkolb   | Lluís Mas          | Sergio Pardilla    | Belkin Pro Cycling | Pim Ligthart      |
| 6      | Alejandro Valverde   | Alejandro Valverde   | John Degenkolb   | Lluís Mas          | Alejandro Valverde | Belkin Pro Cycling | Pim Ligthart      |
| 7      | Alessandro De Marchi | Alejandro Valverde   | John Degenkolb   | Lluís Mas          | Alejandro Valverde | Belkin Pro Cycling | Ryder Hesjedal    |
| 8      | Nacer Bouhanni       | Alejandro Valverde   | John Degenkolb   | Lluís Mas          | Alejandro Valverde | Belkin Pro Cycling | Javier Aramendia  |
| 9      | Winner Anacona       | Nairo Quintana       | John Degenkolb   | Lluís Mas          | Alejandro Valverde | Movistar Team      | Lluís Mas         |
| 10     | Tony Martin          | Alberto Contador     | John Degenkolb   | Lluís Mas          | Alejandro Valverde | Movistar Team      | Tony Martin       |
| 11     | Fabio Aru            | Alberto Contador     | John Degenkolb   | Lluís Mas          | Alejandro Valverde | Movistar Team      | Vasil Kirjienka   |
| 12     | John Degenkolb       | Alberto Contador     | John Degenkolb   | Lluís Mas          | Alejandro Valverde | Movistar Team      | Matthias Krizek   |
| 13     | Daniel Navarro       | Alberto Contador     | John Degenkolb   | Lluís Mas          | Alejandro Valverde | Movistar Team      | Luis León Sánchez |
| 14     | Ryder Hesjedal       | Alberto Contador     | John Degenkolb   | Luis León Sánchez  | Alejandro Valverde | Movistar Team      | Luis León Sánchez |
| 15     | Przemysław Niemiec   | Alberto Contador     | John Degenkolb   | Alejandro Valverde | Alejandro Valverde | Team Katusha       | Javier Aramendia  |
| 16     | Alberto Contador     | Alberto Contador     | John Degenkolb   | Luis León Sánchez  | Alejandro Valverde | Team Katusha       | Luis León Sánchez |
| 17     | John Degenkolb       | Alberto Contador     | John Degenkolb   | Luis León Sánchez  | Alejandro Valverde | Team Katusha       | Bob Jungels       |
| 18     | Fabio Aru            | Alberto Contador     | John Degenkolb   | Luis León Sánchez  | Alberto Contador   | Team Katusha       | Luis León Sánchez |
| 19     | Adam Hansen          | Alberto Contador     | John Degenkolb   | Luis León Sánchez  | Alberto Contador   | Team Katusha       | Pim Ligthart      |
| 20     | Alberto Contador     | Alberto Contador     | John Degenkolb   | Luis León Sánchez  | Alberto Contador   | Team Katusha       | Jérôme Coppel     |
| 21     | Adriano Malori       | Alberto Contador     | John Degenkolb   | Luis León Sánchez  | Alberto Contador   | Team Katusha       | Adriano Malori    |
| Skupaj | Skupaj               | Alberto Contador     | John Degenkolb   | Luis León Sánchez  | Alberto Contador   | Team Katusha       | Chris Froome      |

## Končna razvrstitev
| Legenda | Legenda                                    | Legenda | Legenda                                           |
| ------- | ------------------------------------------ | ------- | ------------------------------------------------- |
|         | Predstavlja vodilnega v skupnem seštevku   |         | Predstavlja vodilnega po točkah                   |
|         | Predstavlja vodilnega v gorski razvrstitvi |         | Predstavlja vodilnega v kombinacijski razvrstitvi |

### Rdeča majica
| Poz. | Kolesar                  | Ekipa           | Čas         |
| ---- | ------------------------ | --------------- | ----------- |
| 1    | Alberto Contador (ESP)   | Tinkoff–Saxo    | 81h 25' 05" |
| 2    | Chris Froome (GBR)       | Team Sky        | + 1' 10"    |
| 3    | Alejandro Valverde (ESP) | Movistar Team   | + 1' 50"    |
| 4    | Joaquim Rodríguez (ESP)  | Team Katusha    | + 3' 25"    |
| 5    | Fabio Aru (ITA)          | Astana          | + 4' 48"    |
| 6    | Samuel Sánchez (ESP)     | BMC Racing Team | + 9' 30"    |
| 7    | Dan Martin (IRL)         | Garmin–Sharp    | + 10' 38"   |
| 8    | Warren Barguil (FRA)     | Giant-Shimano   | + 11' 50"   |
| 9    | Damiano Caruso (ITA)     | Cannondale      | + 12' 50"   |
| 10   | Daniel Navarro (ESP)     | Cofidis         | + 13' 02"   |

### Zelena majica
| Poz. | Kolesar                  | Ekipa               | Točke |
| ---- | ------------------------ | ------------------- | ----- |
| 1    | John Degenkolb (GER)     | Giant-Shimano       | 169   |
| 2    | Alejandro Valverde (ESP) | Movistar Team       | 146   |
| 3    | Alberto Contador (ESP)   | Tinkoff–Saxo        | 145   |
| 4    | Chris Froome (GBR)       | Team Sky            | 139   |
| 5    | Joaquim Rodríguez (ESP)  | Team Katusha        | 117   |
| 6    | Michael Matthews (AUS)   | Orica–GreenEDGE     | 105   |
| 7    | Fabio Aru (ITA)          | Astana              | 103   |
| 8    | Dan Martin (IRL)         | Garmin–Sharp        | 85    |
| 9    | Jasper Stuyven (BEL)     | Trek Factory Racing | 71    |
| 10   | Damiano Caruso (ITA)     | Cannondale          | 61    |

### Pikčasta majica
| Poz. | Kolesar                    | Ekipa                  | Točke |
| ---- | -------------------------- | ---------------------- | ----- |
| 1    | Luis León Sánchez (ESP)    | Caja Rural–Seguros RGA | 58    |
| 2    | Alberto Contador (ESP)     | Tinkoff–Saxo           | 45    |
| 3    | Alejandro Valverde (ESP)   | Movistar Team          | 40    |
| 4    | Przemysław Niemiec (POL)   | Lampre-Merida          | 33    |
| 5    | Chris Froome (GBR)         | Team Sky               | 33    |
| 6    | Lluís Mas (ESP)            | Caja Rural–Seguros RGA | 20    |
| 7    | Fabio Aru (ITA)            | Astana                 | 19    |
| 8    | Joaquim Rodríguez (ESP)    | Team Katusha           | 19    |
| 9    | Winner Anacona (COL)       | Lampre-Merida          | 18    |
| 10   | Alessandro De Marchi (ITA) | Cannondale             | 18    |

### Bela majica
| Poz. | Kolesar                  | Ekipa           | Čas |
| ---- | ------------------------ | --------------- | --- |
| 1    | Alberto Contador (ESP)   | Tinkoff–Saxo    | 6   |
| 2    | Alejandro Valverde (ESP) | Movistar Team   | 8   |
| 3    | Chris Froome (GBR)       | Team Sky        | 11  |
| 4    | Joaquim Rodríguez (ESP)  | Team Katusha    | 17  |
| 5    | Fabio Aru (ITA)          | Astana          | 19  |
| 6    | Ryder Hesjedal (CAN)     | Garmin–Sharp    | 48  |
| 7    | Przemysław Niemiec (POL) | Lampre-Merida   | 49  |
| 8    | Winner Anacona (COL)     | Lampre-Merida   | 62  |
| 9    | Warren Barguil (FRA)     | Giant-Shimano   | 63  |
| 10   | Samuel Sánchez (ESP)     | BMC Racing Team | 64  |

### Ekipna razvrstitev
| Poz. | Ekipa              | Čas          |
| ---- | ------------------ | ------------ |
| 1    | Team Katusha       | 244h 19' 36" |
| 2    | Movistar Team      | + 38' 54"    |
| 3    | Tinkoff–Saxo       | + 40' 16"    |
| 4    | Cofidis            | + 52' 33"    |
| 5    | Team Sky           | + 1h 06' 31" |
| 6    | Astana             | + 1h 08' 09" |
| 7    | Garmin–Sharp       | + 1h 17' 06" |
| 8    | BMC Racing Team    | + 1h 17' 32" |
| 9    | Belkin Pro Cycling | + 2h 13' 06" |
| 10   | Lotto–Belisol      | + 2h 54' 48" |